# Mercury-Redstone 3
Mercury-Redstone 3 je bila prva ameriška vesoljska odprava s človeško posadko, ki je 5. maja 1961 v vesolje ponesla astronavta Alana Sheparda, tri tedne po prvi sovjetski vesoljski odpravi s človeško posadko, ko je Jurij Gagarin postal prvi človek v vesolju.
Šlo je za podorbitalni polet; kapsulo Freedom 7 s Shepardom na krovu je raketa Mercury-Redstone ponesla 187,5 km v višino, od izstrelitve do pristanka je trajal 15 minut in 22 sekund. Med poletom je astronavt preskušal sistem za reakcijsko krmiljenje in opazoval Zemljino površje. Kapsula je varno pristala v Atlantskem oceanu približno 480 km od vzletišča na Cape Canaveralu (Florida).